# Уголовно-исполнительная инспекция
Уголовно-исполнительная инспекция (УИИ) — в Российской Федерации учреждения, исполняющие в соответствии с уголовно-исполнительным законодательством уголовные наказания в отношении лиц, осужденных без изоляции от общества.
Уголовно-исполнительные инспекции входят в структуру Федеральной службы исполнения наказаний Министерства юстиции РФ.

## История
Первыми учреждениями, исполняющими уголовные наказания, не связанные с лишением свободы, были созданные в соответствии с Циркуляром Народного комиссариата юстиции РСФСР от 7 мая 1919 года № 38 при губернских и областных отделах юстиции Бюро принудительных работ.

## Современное состояние
По состоянию на 1 января 2014 года в России существовало 2459 уголовно-исполнительных инспекций, в которых на учёте состояло 452 700 человек, осужденных условно или к отбыванию наказаний, не связанных с изоляцией их от общества.
По состоянию на 2021 год уголовно-исполнительные инспекции осуществляют контроль над условно-досрочно освобожденными осуждёнными, условно осужденными, подозреваемыми и обвиняемыми в отношении которых избрана мера пресечения в виде домашнего ареста, запрета определённых действий, залога и исполняют следующие виды наказаний:
- лишение права занимать определенные должности или заниматься определенной деятельностью
- обязательные работы
- исправительные работы
- ограничение свободы кроме того, осуществляется контроль за лицами получившими отсрочку исполнения приговора суда, имеющих на иждивении несовершеннолетних детей.
- контроль за осужденными,  которым предоставлена отсрочка исполнения приговора для прохождения курса лечения от наркомании и медико-социальной реабилитации.

Уголовно-исполнительные инспекции проводят воспитательную работу с осужденными к наказанию в виде ограничения свободы. В воспитательной работе с осужденными могут принимать участие представители общественности.